# HTTP

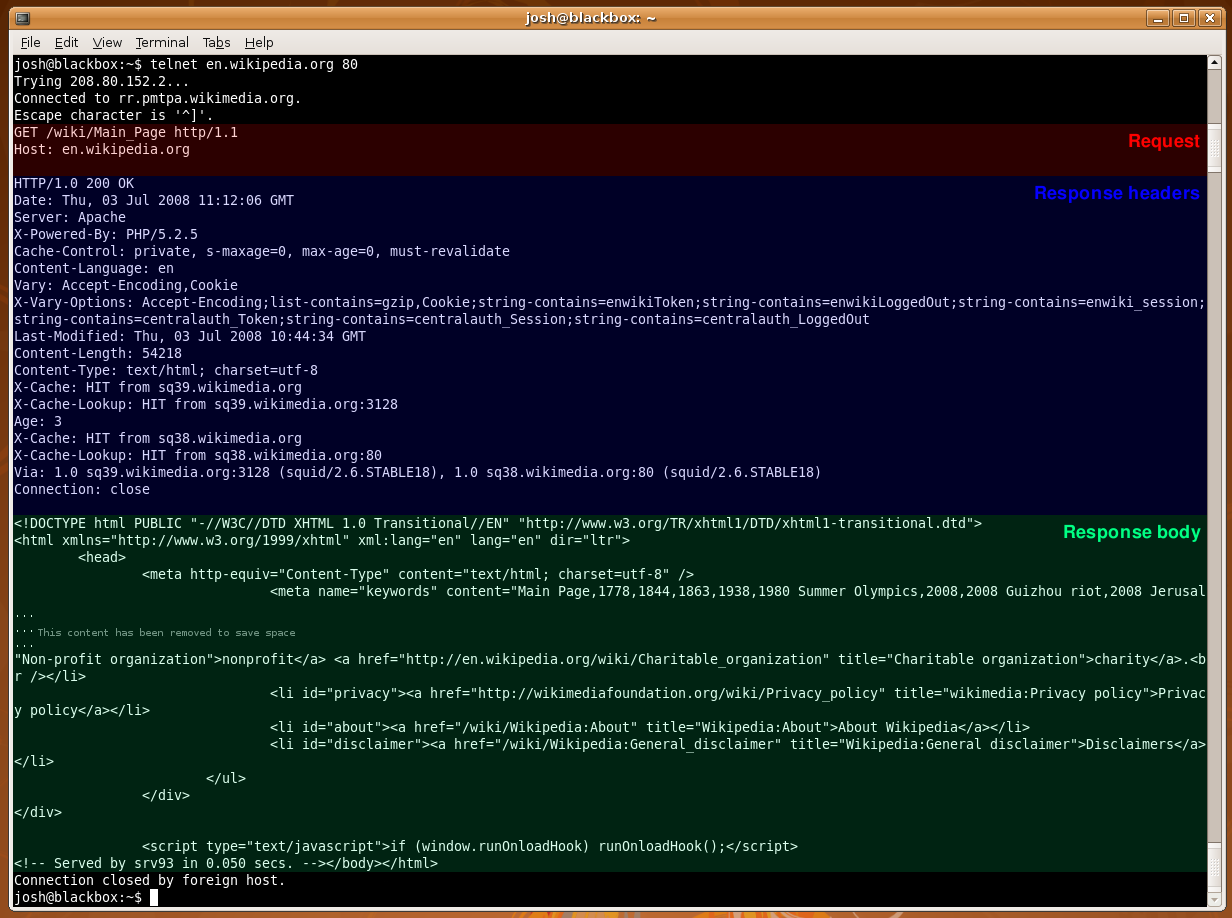
Zapytanie HTTP w terminalu protokołu Telnet w systemie Linux Ubuntu.

HTTP (ang. Hypertext Transfer Protocol) – protokół stworzony przez Tima Bernersa-Lee na potrzeby komunikacji między klientem a serwerem w sieci WWW (ang. World Wide Web). Najnowszą specyfikację HTTP stanowi dokument RFC 2616 ↓. Przy pomocy protokołu klienci HTTP komunikują się z serwerami, zamawiając pliki składające się na strony internetowe oraz dostarczają niezbędne do tego informacje, np. treści wprowadzane w formularzach. 
Określa on formę żądań klienta (tj. np. przeglądarki www) dotyczących danych oraz formę odpowiedzi serwera na te żądania. W oryginalnych implementacjach był protokołem bezstanowym (ang. stateless), bowiem nie zachowywał żadnych informacji o poprzednich transakcjach z klientem. Pozwalało to znacznie zmniejszyć obciążenie serwera, jednak jest kłopotliwe w sytuacji, gdy np. trzeba zapamiętać konkretny stan dla użytkownika, który wcześniej łączył się już z serwerem. Jeszcze w latach 90. XX wieku firma Netscape wprowadziła początkowo nieformalne, a następnie ustandaryzowane rozszerzenie znane jako ciasteczka. Inne podejścia to m.in. sesje po stronie serwera, ukryte parametry – gdy aktualna strona zawiera formularz – oraz parametry umieszczone w URL-u (jak np. /index.php?userid=3).
Serwery obsługujące HTTP standardowo nasłuchują na porcie TCP numer 80.
W 2015 opublikowana została kolejna wersja protokołu HTTP/2, a w 2022 kolejna HTTP/3.

## Metody HTTP
1. GET – pobranie zasobu wskazanego przez URI, może mieć postać warunkową, jeśli w nagłówku występują pola warunkowe takie jak „If-Modified-Since”
2. HEAD – pobiera informacje o zasobie, stosowane do sprawdzania dostępności zasobu
3. PUT – przyjęcie danych przesyłanych od klienta do serwera, najczęściej, aby zaktualizować wartość encji
4. POST – przyjęcie danych przesyłanych od klienta do serwera (np. wysyłanie zawartości formularzy)
5. DELETE – żądanie usunięcia zasobu, włączone dla uprawnionych użytkowników
6. OPTIONS – informacje o opcjach i wymaganiach istniejących w kanale komunikacyjnym
7. TRACE – diagnostyka, analiza kanału komunikacyjnego
8. CONNECT – żądanie przeznaczone dla serwerów pośredniczących pełniących funkcje tunelowania
9. PATCH – aktualizacja części danych

Metoda CONNECT nie jest częścią standardu HTTP/1.1, jednak jest powszechnie implementowana na podstawie dokumentu internet-draft wygasłego w 1999 roku.

## Typowe zapytanie HTTP
1. GET / HTTP/1.1 (prośba o zwrócenie dokumentu o URI / zgodnie z protokołem HTTP 1.1)
2. Host: example.com (wymagany w HTTP 1.1 nagłówek Host służący do rozpoznania hosta, jeśli serwer na jednym IP obsługuje kilka VirtualHostów)
3. User-Agent: Mozilla/5.0 (X11; U; Linux i686; pl; rv:1.8.1.7) Gecko/20070914 Firefox/2.0.0.7 (nazwa aplikacji klienckiej)
4. Accept: text/xml,application/xml, application/xhtml+xml, text/html;q=0.9,text/plain;q=0.8 (akceptowane (bądź nieakceptowane dla q=0) przez klienta typy plików)
5. Accept-Language: pl,en-us;q=0.7,en;q=0.3 (preferowany język strony – nagłówek przydatny przy Language negotiation)
6. Accept-Charset: ISO-8859-2,utf-8;q=0.7,*;q=0.7 (preferowane kodowanie znaków, patrz strona kodowa)
7. Keep-Alive: 300 (czas, jaki klient chce zarezerwować do następnego zapytania w przypadku połączenia Keep-Alive)
8. Connection: keep-alive (chęć nawiązania połączenia stałego Keep-Alive z serwerem HTTP/1.0)
9. znak powrotu karetki i nowej linii (CRLF)

HTTP/1.1 dopuszcza wysłanie kilku żądań naraz (pipelining). HTTP/1.0 zakłada jedno żądanie i jedną odpowiedź.

## Odpowiedź serwera WWW
1. HTTP/1.1 200 OK (kod odpowiedzi HTTP - zaakceptowanie i zwrócenie zawartości)
2. Date: Thu, 20 Dec 2001 12:04:30 GMT (czas serwera)
3. Server: Apache/2.0.50 (Unix) DAV/2 (opis aplikacji serwera)
4. Set-Cookie: PSID=d6dd02e9957fb162d2385ca6f2829a73; path=/ (nakazanie klientowi zapisania ciasteczka)
5. Expires: Thu, 19 Nov 1981 08:52:00 GMT (czas wygaśnięcia zawartości zwróconego dokumentu. Data w przeszłości zabrania umieszczenie dokumentu w pamięci podręcznej. Jest to stara metoda zastąpiona przez Cache-Control)
6. Cache-Control: no-store, no-cache, must-revalidate (no-store zabrania przechowywania dokumentu na dysku, nawet gdy nie jest to pamięć podręczna. must-revalidate nakazuje bezwzględnie stosować się do wytycznych i sprawdzić świeżość dokumentu za każdym razem)
7. Keep-Alive: timeout=15, max=100
8. Connection: Keep-Alive (akceptacja połączenia Keep-Alive dla klientów HTTP/1.0)
9. Transfer-Encoding: chunked (typ kodowania zawartości stosowanej przez serwer)
10. Content-Type: application/xhtml+xml; charset=utf-8 (typ MIME i strona kodowa zwróconego dokumentu)
11. znak powrotu karetki i nowej linii (CRLF)
12. tutaj zawartość dokumentu

HTTP do obsługi połączeń Keep - Alive wymaga, aby odpowiedź od serwera miała znaną długość (przez podanie Content-Length lub użycie Transfer-Encoding: chunked). W przeciwnym wypadku koniec odpowiedzi sygnalizuje zerwanie połączenia i Keep-Alive nie może działać.
Nagłówek Keep-Alive jest rozszerzeniem HTTP/1.0. W HTTP/1.1 ten nagłówek nie jest potrzebny, gdyż połączenia Keep-Alive są domyślne (zachowanie zmienia Connection: close).